# Evigheten och en dag
Evigheten och en dag (grekiska: Μια αιωνιότητα και μια μέρα, Mia eoniotita ke mia mera) är en grekisk dramafilm från 1998 regisserad av Theo Angelopoulos.
Filmen är en hyllning till Ingmar Bergmans Smultronstället, och handlar om en författare (spelad av Bruno Ganz) som i slutskedet av sitt liv ser tillbaka och funderar över de beslut han fattat.